# Amanita amerimuscaria
Amanita amerimuscaria es una especie de hongo basidiomiceto venenoso del género Amanita de la familia Amanitaceae. Se encuentran en América del Norte